# Clásica de San Sebastián 2024
Clásica de San Sebastián 2024 var den 43:e upplagan av det spanska cykelloppet Clásica de San Sebastián. Tävlingen avgjordes den 10 augusti 2024 med både start och målgång i San Sebastián. Loppet var en del av UCI World Tour 2024 och vanns av schweiziske Marc Hirschi från cykelstallet UAE Team Emirates.

## Deltagande lag
| WorldTeams (18)- Soudal Quick-Step - UAE Team Emirates - EF Education-EasyPost - Bahrain Victorious - Movistar Team - Decathlon-AG2R La Mondiale - Team Visma \| Lease a Bike - Team dsm-firmenich PostNL - Lidl-Trek - Astana Qazaqstan Team - Intermarché-Wanty - Team Jayco AlUla - Cofidis - Red Bull-Bora-Hansgrohe - Groupama-FDJ - Alpecin-Deceuninck - Arkéa-B&B Hotels - Ineos Grenadiers ProTeams (7)- Equipo Kern Pharma - Lotto Dstny - Israel-Premier Tech - Caja Rural-Seguros RGA - Euskaltel-Euskadi - Uno-X Mobility - TotalEnergies |
| |

## Resultat
| \| Totaltävlingen \| Totaltävlingen \| Totaltävlingen \| Totaltävlingen \| Totaltävlingen \| \| Cyklist \| Cyklist \| Lag \| Tid \| \| \| -------------- \| ------------------- \| -------------------------- \| -------------- \| -------------- \| \| 1. \| Marc Hirschi \| UAE Team Emirates \| 5t 46' 12" \| \| \| 2. \| Julian Alaphilippe \| Soudal Quick-Step \| + 0" \| \| \| 3. \| Lennert Van Eetvelt \| Lotto Dstny \| + 7" \| \| \| 4. \| Kevin Vermaerke \| Team dsm-firmenich PostNL \| + 17" \| \| \| 5. \| Jhonatan Narváez \| Ineos Grenadiers \| + 25" \| \| \| 6. \| Neilson Powless \| EF Education-EasyPost \| + 25" \| \| \| 7. \| Patrick Konrad \| Lidl-Trek \| + 25" \| \| \| 8. \| Michael Woods \| Israel-Premier Tech \| + 25" \| \| \| 9. \| Jan Christen \| UAE Team Emirates \| + 36" \| \| \| 10. \| Brandon McNulty \| UAE Team Emirates \| + 37" \| \| \| 11. \| Ben O'Connor \| Decathlon-AG2R La Mondiale \| + 37" \| \| \| 12. \| George Bennett \| Israel-Premier Tech \| + 37" \| \| \| 13. \| Jefferson Cepeda \| Caja Rural-Seguros RGA \| + 37" \| \| \| 14. \| Clément Berthet \| Decathlon-AG2R La Mondiale \| + 39" \| \| \| 15. \| Florian Lipowitz \| Red Bull-Bora-Hansgrohe \| + 53" \| \| \| 16. \| Andreas Kron \| Lotto Dstny \| + 1' 34" \| \| \| 17. \| Pablo Castrillo \| Equipo Kern Pharma \| + 1' 38" \| \| \| 18. \| Maxim Van Gils \| Lotto Dstny \| + 2' 17" \| \| \| 19. \| Pavel Sivakov \| UAE Team Emirates \| + 2' 17" \| \| \| 20. \| Julien Bernard \| Lidl-Trek \| + 3' 53" \| \| |                     |                            |            |
| |                     |                            |            |
| Källa: ProCyclingStats |                     |                            |            |
| Totaltävlingen |                     |                            |            |
| Cyklist | Cyklist             | Lag                        | Tid        |
| 1. | Marc Hirschi        | UAE Team Emirates          | 5t 46' 12" |
| 2. | Julian Alaphilippe  | Soudal Quick-Step          | + 0"       |
| 3. | Lennert Van Eetvelt | Lotto Dstny                | + 7"       |
| 4. | Kevin Vermaerke     | Team dsm-firmenich PostNL  | + 17"      |
| 5. | Jhonatan Narváez    | Ineos Grenadiers           | + 25"      |
| 6. | Neilson Powless     | EF Education-EasyPost      | + 25"      |
| 7. | Patrick Konrad      | Lidl-Trek                  | + 25"      |
| 8. | Michael Woods       | Israel-Premier Tech        | + 25"      |
| 9. | Jan Christen        | UAE Team Emirates          | + 36"      |
| 10. | Brandon McNulty     | UAE Team Emirates          | + 37"      |
| 11. | Ben O'Connor        | Decathlon-AG2R La Mondiale | + 37"      |
| 12. | George Bennett      | Israel-Premier Tech        | + 37"      |
| 13. | Jefferson Cepeda    | Caja Rural-Seguros RGA     | + 37"      |
| 14. | Clément Berthet     | Decathlon-AG2R La Mondiale | + 39"      |
| 15. | Florian Lipowitz    | Red Bull-Bora-Hansgrohe    | + 53"      |
| 16. | Andreas Kron        | Lotto Dstny                | + 1' 34"   |
| 17. | Pablo Castrillo     | Equipo Kern Pharma         | + 1' 38"   |
| 18. | Maxim Van Gils      | Lotto Dstny                | + 2' 17"   |
| 19. | Pavel Sivakov       | UAE Team Emirates          | + 2' 17"   |
| 20. | Julien Bernard      | Lidl-Trek                  | + 3' 53"   |

## Startlista
| Soudal Quick-Step SOQ | Soudal Quick-Step SOQ       | Soudal Quick-Step SOQ |
| --------------------- | --------------------------- | --------------------- |
| #                     | Cyklist                     | Placering             |
| 1                     | Julian Alaphilippe (FRA)    | 2.                    |
| 2                     | Kasper Asgreen (DEN)        | DNF                   |
| 3                     | Mattia Cattaneo (ITA)       | DNF                   |
| 4                     | Gil Gelders (BEL)           | DNF                   |
| 5                     | Mikel Landa (ESP)           | 33.                   |
| 6                     | William Junior Lecerf (BEL) | 52.                   |
| 7                     | Mauri Vansevenant (BEL)     | 25.                   |

| UAE Team Emirates UAD | UAE Team Emirates UAD | UAE Team Emirates UAD |
| --------------------- | --------------------- | --------------------- |
| #                     | Cyklist               | Placering             |
| 11                    | Igor Arrieta (ESP)    | DNF                   |
| 12                    | Alessandro Covi (ITA) | DNF                   |
| 13                    | Isaac Del Toro (MEX)  | 49.                   |
| 14                    | Jan Christen (SUI)    | 9.                    |
| 15                    | Marc Hirschi (SUI)    | 1.                    |
| 16                    | Pavel Sivakov (FRA)   | 19.                   |
| 17                    | Brandon McNulty (USA) | 10.                   |

| EF Education-EasyPost EFE | EF Education-EasyPost EFE   | EF Education-EasyPost EFE |
| ------------------------- | --------------------------- | ------------------------- |
| #                         | Cyklist                     | Placering                 |
| 21                        | Markel Beloki (ESP)         | DNF                       |
| 22                        | Simon Carr (GBR)            | DNF                       |
| 23                        | Stefan de Bod (RSA)         | 71.                       |
| 24                        | Neilson Powless (USA)       | 6.                        |
| 25                        | Sean Quinn (USA) (landsväg) | DNF                       |
| 26                        | Hugh Carthy (GBR)           | 48.                       |
| 27                        | Harry Sweeny (AUS)          | DNF                       |

| Bahrain Victorious TBV | Bahrain Victorious TBV  | Bahrain Victorious TBV |
| ---------------------- | ----------------------- | ---------------------- |
| #                      | Cyklist                 | Placering              |
| 31                     | Yukiya Arashiro (JPN)   | DNF                    |
| 32                     | Santiago Buitrago (COL) | 42.                    |
| 33                     | Damiano Caruso (ITA)    | DNF                    |
| 34                     | Jack Haig (AUS)         | 30.                    |
| 35                     | Finlay Pickering (GBR)  | DNF                    |
| 36                     | Jasha Sütterlin (GER)   | DNF                    |
| 37                     | Torstein Træen (NOR)    | 82.                    |

| Movistar Team MOV | Movistar Team MOV              | Movistar Team MOV |
| ----------------- | ------------------------------ | ----------------- |
| #                 | Cyklist                        | Placering         |
| 41                | Alex Aranburu (ESP) (landsväg) | 54.               |
| 42                | Ruben Guerreiro (POR)          | DNF               |
| 43                | Antonio Pedrero (ESP)          | DNF               |
| 44                | Einer Rubio (COL)              | 51.               |
| 45                | Sergio Samitier (ESP)          | 61.               |
| 46                | Iván Romeo (ESP)               | 38.               |
| 47                | Iván Sosa (COL)                | DNF               |

| Decathlon-AG2R La Mondiale DAT | Decathlon-AG2R La Mondiale DAT | Decathlon-AG2R La Mondiale DAT |
| ------------------------------ | ------------------------------ | ------------------------------ |
| #                              | Cyklist                        | Placering                      |
| 51                             | Alex Baudin (FRA)              | 59.                            |
| 52                             | Ben O'Connor (AUS)             | 11.                            |
| 53                             | Clément Berthet (FRA)          | 14.                            |
| 54                             | Nans Peters (FRA)              | DNF                            |
| 55                             | Nicolas Prodhomme (FRA)        | 43.                            |
| 56                             | Jordan Labrosse (FRA)          | DNF                            |
| 57                             | Lawrence Warbasse (USA)        | 29.                            |

| Team Visma \| Lease a Bike TVL | Team Visma \| Lease a Bike TVL | Team Visma \| Lease a Bike TVL |
| ------------------------------ | ------------------------------ | ------------------------------ |
| #                              | Cyklist                        | Placering                      |
| 61                             | Sepp Kuss (USA)                | 34.                            |
| 62                             | Dylan van Baarle (NED)         | 66.                            |
| 63                             | Thomas Gloag (GBR)             | DNF                            |
| 64                             | Jonas Vingegaard (DEN)         | DNF                            |
| 65                             | Wilco Kelderman (NED)          | 36.                            |
| 66                             | Milan Vader (NED)              | DNF                            |
| 67                             | Julien Vermote (BEL)           | DNF                            |

| Team dsm-firmenich PostNL DFP | Team dsm-firmenich PostNL DFP | Team dsm-firmenich PostNL DFP |
| ----------------------------- | ----------------------------- | ----------------------------- |
| #                             | Cyklist                       | Placering                     |
| 71                            | Romain Bardet (FRA)           | DNF                           |
| 72                            | Warren Barguil (FRA)          | DNF                           |
| 73                            | Romain Combaud (FRA)          | DNF                           |
| 74                            | Chris Hamilton (AUS)          | 62.                           |
| 75                            | Gijs Leemreize (NED)          | 81.                           |
| 76                            | Martijn Tusveld (NED)         | DNF                           |
| 77                            | Kevin Vermaerke (USA)         | 4.                            |

| Lidl-Trek LTK | Lidl-Trek LTK                | Lidl-Trek LTK |
| ------------- | ---------------------------- | ------------- |
| #             | Cyklist                      | Placering     |
| 81            | Giulio Ciccone (ITA)         | 35.           |
| 82            | Julien Bernard (FRA)         | 21.           |
| 83            | Jacopo Mosca (ITA)           | DNF           |
| 84            | Amanuel Gebrezgabihier (ERI) | 80.           |
| 85            | Juan Pedro López (ESP)       | 44.           |
| 86            | Patrick Konrad (AUT)         | 7.            |
| 87            | Sam Oomen (NED)              | 45.           |

| Equipo Kern Pharma EKP | Equipo Kern Pharma EKP     | Equipo Kern Pharma EKP |
| ---------------------- | -------------------------- | ---------------------- |
| #                      | Cyklist                    | Placering              |
| 91                     | Pablo Castrillo (ESP)      | 17.                    |
| 92                     | Jon Agirre (ESP)           | DNF                    |
| 93                     | Urko Berrade (ESP)         | 46.                    |
| 94                     | Pau Miquel (ESP)           | 37.                    |
| 95                     | Unai Iribar (ESP)          | 41.                    |
| 96                     | Carlos García Pierna (ESP) | 55.                    |
| 97                     | Jordi López (ESP)          | DNF                    |

| Astana Qazaqstan Team AST | Astana Qazaqstan Team AST | Astana Qazaqstan Team AST |
| ------------------------- | ------------------------- | ------------------------- |
| #                         | Cyklist                   | Placering                 |
| 101                       | Gleb Brussenskiy (KAZ)    | DNF                       |
| 102                       | Anthon Charmig (DEN)      | 32.                       |
| 103                       | Gianmarco Garofoli (ITA)  | 77.                       |
| 104                       | Daniil Marukhin (KAZ)     | DNF                       |
| 105                       | Santiago Umba (COL)       | 50.                       |
| 106                       | Simone Velasco (ITA)      | 72.                       |
| 107                       | Ide Schelling (NED)       | DNF                       |

| Intermarché-Wanty IWA | Intermarché-Wanty IWA   | Intermarché-Wanty IWA |
| --------------------- | ----------------------- | --------------------- |
| #                     | Cyklist                 | Placering             |
| 111                   | Lilian Calmejane (FRA)  | DNF                   |
| 112                   | Kevin Colleoni (ITA)    | 67.                   |
| 113                   | Dries De Pooter (BEL)   | DNF                   |
| 114                   | Alexy Faure Prost (FRA) | DNF                   |
| 115                   | Tom Paquot (BEL)        | DNF                   |
| 116                   | Simone Petilli (ITA)    | 65.                   |
| 117                   | Lorenzo Rota (ITA)      | 67.                   |

| Lotto Dstny LTD | Lotto Dstny LTD           | Lotto Dstny LTD |
| --------------- | ------------------------- | --------------- |
| #               | Cyklist                   | Placering       |
| 121             | Johannes Adamietz (GER)   | DNF             |
| 122             | Logan Currie (NZL)        | DNF             |
| 123             | Andreas Kron (DEN)        | 16.             |
| 124             | Sylvain Moniquet (BEL)    | DNF             |
| 125             | Lennert Van Eetvelt (BEL) | 3.              |
| 126             | Maxim Van Gils (BEL)      | 18.             |
| 127             | Henri Vandenabeele (BEL)  | DNF             |

| Israel-Premier Tech IPT | Israel-Premier Tech IPT        | Israel-Premier Tech IPT |
| ----------------------- | ------------------------------ | ----------------------- |
| #                       | Cyklist                        | Placering               |
| 131                     | George Bennett (NZL)           | 12.                     |
| 132                     | Marco Frigo (ITA)              | 79.                     |
| 133                     | Mason Hollyman (GBR)           | DNF                     |
| 134                     | Matthew Riccitello (USA)       | 84.                     |
| 135                     | Guy Sagiv (ISR)                | DNF                     |
| 136                     | Riley Sheehan (USA)            | DNF                     |
| 137                     | Michael Woods (CAN) (landsväg) | 8.                      |

| Team Jayco AlUla JAY | Team Jayco AlUla JAY          | Team Jayco AlUla JAY |
| -------------------- | ----------------------------- | -------------------- |
| #                    | Cyklist                       | Placering            |
| 141                  | Simon Yates (GBR)             | DNF                  |
| 142                  | Lawson Craddock (USA)         | DNF                  |
| 143                  | Christopher Juul-Jensen (DEN) | DNF                  |
| 144                  | Chris Harper (AUS)            | DNF                  |
| 145                  | Hagos Welay Berhe (ETH)       | 68.                  |
| 146                  | Filippo Zana (ITA)            | 31.                  |
| 147                  | Davide De Pretto (ITA)        | DNF                  |

| Cofidis COF | Cofidis COF           | Cofidis COF |
| ----------- | --------------------- | ----------- |
| #           | Cyklist               | Placering   |
| 151         | Ion Izagirre (ESP)    | 47.         |
| 152         | Kenny Elissonde (FRA) | 73.         |
| 153         | Simon Geschke (GER)   | DNF         |
| 154         | Jesús Herrada (ESP)   | DNF         |
| 155         | Gorka Izagirre (ESP)  | 60.         |
| 156         | Jonathan Lastra (ESP) | 58.         |
| 157         | Hugo Toumire (FRA)    | DNF         |

| Red Bull-Bora-Hansgrohe RBH | Red Bull-Bora-Hansgrohe RBH      | Red Bull-Bora-Hansgrohe RBH |
| --------------------------- | -------------------------------- | --------------------------- |
| #                           | Cyklist                          | Placering                   |
| 161                         | Daniel Martínez (COL)            | DNF                         |
| 162                         | Roger Adrià (ESP)                | 40.                         |
| 163                         | Giovanni Aleotti (ITA)           | 23.                         |
| 164                         | Florian Lipowitz (GER)           | 15.                         |
| 165                         | Sergio Higuita (COL)             | 69.                         |
| 166                         | Alexander Hajek (AUT) (landsväg) | 26.                         |
| 167                         | Ben Zwiehoff (GER)               | DNF                         |

| Caja Rural-Seguros RGA CJR | Caja Rural-Seguros RGA CJR | Caja Rural-Seguros RGA CJR |
| -------------------------- | -------------------------- | -------------------------- |
| #                          | Cyklist                    | Placering                  |
| 171                        | Fernando Barceló (ESP)     | DNF                        |
| 172                        | Abel Balderstone (ESP)     | DNF                        |
| 173                        | Jefferson Cepeda (ECU)     | 13.                        |
| 174                        | Joseba López (ESP)         | 63.                        |
| 175                        | Joel Nicolau (ESP)         | 53.                        |
| 176                        | Eduard Prades (ESP)        | DNF                        |
| 177                        | Thomas Silva (URU)         | 76.                        |

| Groupama-FDJ GFC | Groupama-FDJ GFC       | Groupama-FDJ GFC |
| ---------------- | ---------------------- | ---------------- |
| #                | Cyklist                | Placering        |
| 181              | Lenny Martinez (FRA)   | DNF              |
| 182              | Lorenzo Germani (ITA)  | DNF              |
| 183              | Olivier Le Gac (FRA)   | DNF              |
| 184              | Enzo Paleni (FRA)      | DNF              |
| 185              | Rémy Rochas (FRA)      | 20.              |
| 186              | Reuben Thompson (NZL)  | DNF              |
| 187              | Eddy Le Huitouze (FRA) | DNF              |

| Euskaltel-Euskadi EUS | Euskaltel-Euskadi EUS    | Euskaltel-Euskadi EUS |
| --------------------- | ------------------------ | --------------------- |
| #                     | Cyklist                  | Placering             |
| 191                   | Nicolás Alustiza (ESP)   | DNF                   |
| 192                   | Asier Etxeberria (ESP)   | DNF                   |
| 193                   | Joan Bou (ESP)           | DNF                   |
| 194                   | Mikel Bizkarra (ESP)     | DNF                   |
| 195                   | Xabier Berasategi (ESP)  | 64.                   |
| 196                   | Xabier Isasa (ESP)       | 75.                   |
| 197                   | Víctor de la Parte (ESP) | 57.                   |

| Alpecin-Deceuninck ADC | Alpecin-Deceuninck ADC  | Alpecin-Deceuninck ADC |
| ---------------------- | ----------------------- | ---------------------- |
| #                      | Cyklist                 | Placering              |
| 201                    | Tobias Bayer (AUT)      | DNF                    |
| 202                    | Nicola Conci (ITA)      | 74.                    |
| 203                    | Michael Gogl (AUT)      | DNF                    |
| 204                    | Jimmy Janssens (BEL)    | 56.                    |
| 205                    | Axel Laurance (FRA)     | DNF                    |
| 206                    | Stan Van Tricht (BEL)   | DNF                    |
| 207                    | Gianni Vermeersch (BEL) | DNF                    |

| Arkéa-B&B Hotels ARK | Arkéa-B&B Hotels ARK      | Arkéa-B&B Hotels ARK |
| -------------------- | ------------------------- | -------------------- |
| #                    | Cyklist                   | Placering            |
| 211                  | Louis Barré (FRA)         | 78.                  |
| 212                  | Clément Champoussin (FRA) | 70.                  |
| 213                  | Michel Ries (LUX)         | DNF                  |
| 214                  | Thibault Guernalec (FRA)  | DNF                  |
| 215                  | Simon Guglielmi (FRA)     | DNF                  |
| 216                  | Laurens Huys (BEL)        | 83.                  |
| 217                  | Łukasz Owsian (POL)       | DNF                  |

| Ineos Grenadiers IGD | Ineos Grenadiers IGD              | Ineos Grenadiers IGD |
| -------------------- | --------------------------------- | -------------------- |
| #                    | Cyklist                           | Placering            |
| 221                  | Jonathan Castroviejo (ESP)        | DNF                  |
| 222                  | Omar Fraile (ESP)                 | DNF                  |
| 223                  | Michael Leonard (CAN)             | DNF                  |
| 224                  | Jhonatan Narváez (ECU) (landsväg) | 5.                   |
| 225                  | Salvatore Puccio (ITA)            | DNF                  |
| 226                  | Óscar Rodríguez (ESP)             | 28.                  |
| 227                  | Connor Swift (GBR)                | DNF                  |

| Uno-X Mobility UXM | Uno-X Mobility UXM               | Uno-X Mobility UXM |
| ------------------ | -------------------------------- | ------------------ |
| #                  | Cyklist                          | Placering          |
| 231                | Odd Christian Eiking (NOR)       | 39.                |
| 232                | Fredrik Dversnes (NOR)           | DNF                |
| 233                | Ådne Holter (NOR)                | DNF                |
| 234                | Anders Halland Johannessen (NOR) | DNF                |
| 235                | Tobias Halland Johannessen (NOR) | 24.                |
| 236                | Johannes Kulset (NOR)            | DNF                |
| 237                | Anders Skaarseth (NOR)           | DNF                |

| TotalEnergies TEN | TotalEnergies TEN         | TotalEnergies TEN |
| ----------------- | ------------------------- | ----------------- |
| #                 | Cyklist                   | Placering         |
| 241               | Steff Cras (BEL)          | DNF               |
| 242               | Pierre-Roger Latour (FRA) | DNF               |
| 243               | Valentin Ferron (FRA)     | DNF               |
| 244               | Fabien Grellier (FRA)     | DNF               |
| 245               | Jordan Jegat (FRA)        | 27.               |
| 246               | Alan Jousseaume (FRA)     | DNF               |
| 247               | Alexis Vuillermoz (FRA)   | DNF               |

| Soudal Quick-Step SOQ | Soudal Quick-Step SOQ       | Soudal Quick-Step SOQ |
| --------------------- | --------------------------- | --------------------- |
| #                     | Cyklist                     | Placering             |
| 1                     | Julian Alaphilippe (FRA)    | 2.                    |
| 2                     | Kasper Asgreen (DEN)        | DNF                   |
| 3                     | Mattia Cattaneo (ITA)       | DNF                   |
| 4                     | Gil Gelders (BEL)           | DNF                   |
| 5                     | Mikel Landa (ESP)           | 33.                   |
| 6                     | William Junior Lecerf (BEL) | 52.                   |
| 7                     | Mauri Vansevenant (BEL)     | 25.                   |

| UAE Team Emirates UAD | UAE Team Emirates UAD | UAE Team Emirates UAD |
| --------------------- | --------------------- | --------------------- |
| #                     | Cyklist               | Placering             |
| 11                    | Igor Arrieta (ESP)    | DNF                   |
| 12                    | Alessandro Covi (ITA) | DNF                   |
| 13                    | Isaac Del Toro (MEX)  | 49.                   |
| 14                    | Jan Christen (SUI)    | 9.                    |
| 15                    | Marc Hirschi (SUI)    | 1.                    |
| 16                    | Pavel Sivakov (FRA)   | 19.                   |
| 17                    | Brandon McNulty (USA) | 10.                   |

| EF Education-EasyPost EFE | EF Education-EasyPost EFE   | EF Education-EasyPost EFE |
| ------------------------- | --------------------------- | ------------------------- |
| #                         | Cyklist                     | Placering                 |
| 21                        | Markel Beloki (ESP)         | DNF                       |
| 22                        | Simon Carr (GBR)            | DNF                       |
| 23                        | Stefan de Bod (RSA)         | 71.                       |
| 24                        | Neilson Powless (USA)       | 6.                        |
| 25                        | Sean Quinn (USA) (landsväg) | DNF                       |
| 26                        | Hugh Carthy (GBR)           | 48.                       |
| 27                        | Harry Sweeny (AUS)          | DNF                       |

| Bahrain Victorious TBV | Bahrain Victorious TBV  | Bahrain Victorious TBV |
| ---------------------- | ----------------------- | ---------------------- |
| #                      | Cyklist                 | Placering              |
| 31                     | Yukiya Arashiro (JPN)   | DNF                    |
| 32                     | Santiago Buitrago (COL) | 42.                    |
| 33                     | Damiano Caruso (ITA)    | DNF                    |
| 34                     | Jack Haig (AUS)         | 30.                    |
| 35                     | Finlay Pickering (GBR)  | DNF                    |
| 36                     | Jasha Sütterlin (GER)   | DNF                    |
| 37                     | Torstein Træen (NOR)    | 82.                    |

| Movistar Team MOV | Movistar Team MOV              | Movistar Team MOV |
| ----------------- | ------------------------------ | ----------------- |
| #                 | Cyklist                        | Placering         |
| 41                | Alex Aranburu (ESP) (landsväg) | 54.               |
| 42                | Ruben Guerreiro (POR)          | DNF               |
| 43                | Antonio Pedrero (ESP)          | DNF               |
| 44                | Einer Rubio (COL)              | 51.               |
| 45                | Sergio Samitier (ESP)          | 61.               |
| 46                | Iván Romeo (ESP)               | 38.               |
| 47                | Iván Sosa (COL)                | DNF               |

| Decathlon-AG2R La Mondiale DAT | Decathlon-AG2R La Mondiale DAT | Decathlon-AG2R La Mondiale DAT |
| ------------------------------ | ------------------------------ | ------------------------------ |
| #                              | Cyklist                        | Placering                      |
| 51                             | Alex Baudin (FRA)              | 59.                            |
| 52                             | Ben O'Connor (AUS)             | 11.                            |
| 53                             | Clément Berthet (FRA)          | 14.                            |
| 54                             | Nans Peters (FRA)              | DNF                            |
| 55                             | Nicolas Prodhomme (FRA)        | 43.                            |
| 56                             | Jordan Labrosse (FRA)          | DNF                            |
| 57                             | Lawrence Warbasse (USA)        | 29.                            |

| Team Visma \| Lease a Bike TVL | Team Visma \| Lease a Bike TVL | Team Visma \| Lease a Bike TVL |
| ------------------------------ | ------------------------------ | ------------------------------ |
| #                              | Cyklist                        | Placering                      |
| 61                             | Sepp Kuss (USA)                | 34.                            |
| 62                             | Dylan van Baarle (NED)         | 66.                            |
| 63                             | Thomas Gloag (GBR)             | DNF                            |
| 64                             | Jonas Vingegaard (DEN)         | DNF                            |
| 65                             | Wilco Kelderman (NED)          | 36.                            |
| 66                             | Milan Vader (NED)              | DNF                            |
| 67                             | Julien Vermote (BEL)           | DNF                            |

| Team dsm-firmenich PostNL DFP | Team dsm-firmenich PostNL DFP | Team dsm-firmenich PostNL DFP |
| ----------------------------- | ----------------------------- | ----------------------------- |
| #                             | Cyklist                       | Placering                     |
| 71                            | Romain Bardet (FRA)           | DNF                           |
| 72                            | Warren Barguil (FRA)          | DNF                           |
| 73                            | Romain Combaud (FRA)          | DNF                           |
| 74                            | Chris Hamilton (AUS)          | 62.                           |
| 75                            | Gijs Leemreize (NED)          | 81.                           |
| 76                            | Martijn Tusveld (NED)         | DNF                           |
| 77                            | Kevin Vermaerke (USA)         | 4.                            |

| Lidl-Trek LTK | Lidl-Trek LTK                | Lidl-Trek LTK |
| ------------- | ---------------------------- | ------------- |
| #             | Cyklist                      | Placering     |
| 81            | Giulio Ciccone (ITA)         | 35.           |
| 82            | Julien Bernard (FRA)         | 21.           |
| 83            | Jacopo Mosca (ITA)           | DNF           |
| 84            | Amanuel Gebrezgabihier (ERI) | 80.           |
| 85            | Juan Pedro López (ESP)       | 44.           |
| 86            | Patrick Konrad (AUT)         | 7.            |
| 87            | Sam Oomen (NED)              | 45.           |

| Equipo Kern Pharma EKP | Equipo Kern Pharma EKP     | Equipo Kern Pharma EKP |
| ---------------------- | -------------------------- | ---------------------- |
| #                      | Cyklist                    | Placering              |
| 91                     | Pablo Castrillo (ESP)      | 17.                    |
| 92                     | Jon Agirre (ESP)           | DNF                    |
| 93                     | Urko Berrade (ESP)         | 46.                    |
| 94                     | Pau Miquel (ESP)           | 37.                    |
| 95                     | Unai Iribar (ESP)          | 41.                    |
| 96                     | Carlos García Pierna (ESP) | 55.                    |
| 97                     | Jordi López (ESP)          | DNF                    |

| Astana Qazaqstan Team AST | Astana Qazaqstan Team AST | Astana Qazaqstan Team AST |
| ------------------------- | ------------------------- | ------------------------- |
| #                         | Cyklist                   | Placering                 |
| 101                       | Gleb Brussenskiy (KAZ)    | DNF                       |
| 102                       | Anthon Charmig (DEN)      | 32.                       |
| 103                       | Gianmarco Garofoli (ITA)  | 77.                       |
| 104                       | Daniil Marukhin (KAZ)     | DNF                       |
| 105                       | Santiago Umba (COL)       | 50.                       |
| 106                       | Simone Velasco (ITA)      | 72.                       |
| 107                       | Ide Schelling (NED)       | DNF                       |

| Intermarché-Wanty IWA | Intermarché-Wanty IWA   | Intermarché-Wanty IWA |
| --------------------- | ----------------------- | --------------------- |
| #                     | Cyklist                 | Placering             |
| 111                   | Lilian Calmejane (FRA)  | DNF                   |
| 112                   | Kevin Colleoni (ITA)    | 67.                   |
| 113                   | Dries De Pooter (BEL)   | DNF                   |
| 114                   | Alexy Faure Prost (FRA) | DNF                   |
| 115                   | Tom Paquot (BEL)        | DNF                   |
| 116                   | Simone Petilli (ITA)    | 65.                   |
| 117                   | Lorenzo Rota (ITA)      | 67.                   |

| Lotto Dstny LTD | Lotto Dstny LTD           | Lotto Dstny LTD |
| --------------- | ------------------------- | --------------- |
| #               | Cyklist                   | Placering       |
| 121             | Johannes Adamietz (GER)   | DNF             |
| 122             | Logan Currie (NZL)        | DNF             |
| 123             | Andreas Kron (DEN)        | 16.             |
| 124             | Sylvain Moniquet (BEL)    | DNF             |
| 125             | Lennert Van Eetvelt (BEL) | 3.              |
| 126             | Maxim Van Gils (BEL)      | 18.             |
| 127             | Henri Vandenabeele (BEL)  | DNF             |

| Israel-Premier Tech IPT | Israel-Premier Tech IPT        | Israel-Premier Tech IPT |
| ----------------------- | ------------------------------ | ----------------------- |
| #                       | Cyklist                        | Placering               |
| 131                     | George Bennett (NZL)           | 12.                     |
| 132                     | Marco Frigo (ITA)              | 79.                     |
| 133                     | Mason Hollyman (GBR)           | DNF                     |
| 134                     | Matthew Riccitello (USA)       | 84.                     |
| 135                     | Guy Sagiv (ISR)                | DNF                     |
| 136                     | Riley Sheehan (USA)            | DNF                     |
| 137                     | Michael Woods (CAN) (landsväg) | 8.                      |

| Team Jayco AlUla JAY | Team Jayco AlUla JAY          | Team Jayco AlUla JAY |
| -------------------- | ----------------------------- | -------------------- |
| #                    | Cyklist                       | Placering            |
| 141                  | Simon Yates (GBR)             | DNF                  |
| 142                  | Lawson Craddock (USA)         | DNF                  |
| 143                  | Christopher Juul-Jensen (DEN) | DNF                  |
| 144                  | Chris Harper (AUS)            | DNF                  |
| 145                  | Hagos Welay Berhe (ETH)       | 68.                  |
| 146                  | Filippo Zana (ITA)            | 31.                  |
| 147                  | Davide De Pretto (ITA)        | DNF                  |

| Cofidis COF | Cofidis COF           | Cofidis COF |
| ----------- | --------------------- | ----------- |
| #           | Cyklist               | Placering   |
| 151         | Ion Izagirre (ESP)    | 47.         |
| 152         | Kenny Elissonde (FRA) | 73.         |
| 153         | Simon Geschke (GER)   | DNF         |
| 154         | Jesús Herrada (ESP)   | DNF         |
| 155         | Gorka Izagirre (ESP)  | 60.         |
| 156         | Jonathan Lastra (ESP) | 58.         |
| 157         | Hugo Toumire (FRA)    | DNF         |

| Red Bull-Bora-Hansgrohe RBH | Red Bull-Bora-Hansgrohe RBH      | Red Bull-Bora-Hansgrohe RBH |
| --------------------------- | -------------------------------- | --------------------------- |
| #                           | Cyklist                          | Placering                   |
| 161                         | Daniel Martínez (COL)            | DNF                         |
| 162                         | Roger Adrià (ESP)                | 40.                         |
| 163                         | Giovanni Aleotti (ITA)           | 23.                         |
| 164                         | Florian Lipowitz (GER)           | 15.                         |
| 165                         | Sergio Higuita (COL)             | 69.                         |
| 166                         | Alexander Hajek (AUT) (landsväg) | 26.                         |
| 167                         | Ben Zwiehoff (GER)               | DNF                         |

| Caja Rural-Seguros RGA CJR | Caja Rural-Seguros RGA CJR | Caja Rural-Seguros RGA CJR |
| -------------------------- | -------------------------- | -------------------------- |
| #                          | Cyklist                    | Placering                  |
| 171                        | Fernando Barceló (ESP)     | DNF                        |
| 172                        | Abel Balderstone (ESP)     | DNF                        |
| 173                        | Jefferson Cepeda (ECU)     | 13.                        |
| 174                        | Joseba López (ESP)         | 63.                        |
| 175                        | Joel Nicolau (ESP)         | 53.                        |
| 176                        | Eduard Prades (ESP)        | DNF                        |
| 177                        | Thomas Silva (URU)         | 76.                        |

| Groupama-FDJ GFC | Groupama-FDJ GFC       | Groupama-FDJ GFC |
| ---------------- | ---------------------- | ---------------- |
| #                | Cyklist                | Placering        |
| 181              | Lenny Martinez (FRA)   | DNF              |
| 182              | Lorenzo Germani (ITA)  | DNF              |
| 183              | Olivier Le Gac (FRA)   | DNF              |
| 184              | Enzo Paleni (FRA)      | DNF              |
| 185              | Rémy Rochas (FRA)      | 20.              |
| 186              | Reuben Thompson (NZL)  | DNF              |
| 187              | Eddy Le Huitouze (FRA) | DNF              |

| Euskaltel-Euskadi EUS | Euskaltel-Euskadi EUS    | Euskaltel-Euskadi EUS |
| --------------------- | ------------------------ | --------------------- |
| #                     | Cyklist                  | Placering             |
| 191                   | Nicolás Alustiza (ESP)   | DNF                   |
| 192                   | Asier Etxeberria (ESP)   | DNF                   |
| 193                   | Joan Bou (ESP)           | DNF                   |
| 194                   | Mikel Bizkarra (ESP)     | DNF                   |
| 195                   | Xabier Berasategi (ESP)  | 64.                   |
| 196                   | Xabier Isasa (ESP)       | 75.                   |
| 197                   | Víctor de la Parte (ESP) | 57.                   |

| Alpecin-Deceuninck ADC | Alpecin-Deceuninck ADC  | Alpecin-Deceuninck ADC |
| ---------------------- | ----------------------- | ---------------------- |
| #                      | Cyklist                 | Placering              |
| 201                    | Tobias Bayer (AUT)      | DNF                    |
| 202                    | Nicola Conci (ITA)      | 74.                    |
| 203                    | Michael Gogl (AUT)      | DNF                    |
| 204                    | Jimmy Janssens (BEL)    | 56.                    |
| 205                    | Axel Laurance (FRA)     | DNF                    |
| 206                    | Stan Van Tricht (BEL)   | DNF                    |
| 207                    | Gianni Vermeersch (BEL) | DNF                    |

| Arkéa-B&B Hotels ARK | Arkéa-B&B Hotels ARK      | Arkéa-B&B Hotels ARK |
| -------------------- | ------------------------- | -------------------- |
| #                    | Cyklist                   | Placering            |
| 211                  | Louis Barré (FRA)         | 78.                  |
| 212                  | Clément Champoussin (FRA) | 70.                  |
| 213                  | Michel Ries (LUX)         | DNF                  |
| 214                  | Thibault Guernalec (FRA)  | DNF                  |
| 215                  | Simon Guglielmi (FRA)     | DNF                  |
| 216                  | Laurens Huys (BEL)        | 83.                  |
| 217                  | Łukasz Owsian (POL)       | DNF                  |

| Ineos Grenadiers IGD | Ineos Grenadiers IGD              | Ineos Grenadiers IGD |
| -------------------- | --------------------------------- | -------------------- |
| #                    | Cyklist                           | Placering            |
| 221                  | Jonathan Castroviejo (ESP)        | DNF                  |
| 222                  | Omar Fraile (ESP)                 | DNF                  |
| 223                  | Michael Leonard (CAN)             | DNF                  |
| 224                  | Jhonatan Narváez (ECU) (landsväg) | 5.                   |
| 225                  | Salvatore Puccio (ITA)            | DNF                  |
| 226                  | Óscar Rodríguez (ESP)             | 28.                  |
| 227                  | Connor Swift (GBR)                | DNF                  |

| Uno-X Mobility UXM | Uno-X Mobility UXM               | Uno-X Mobility UXM |
| ------------------ | -------------------------------- | ------------------ |
| #                  | Cyklist                          | Placering          |
| 231                | Odd Christian Eiking (NOR)       | 39.                |
| 232                | Fredrik Dversnes (NOR)           | DNF                |
| 233                | Ådne Holter (NOR)                | DNF                |
| 234                | Anders Halland Johannessen (NOR) | DNF                |
| 235                | Tobias Halland Johannessen (NOR) | 24.                |
| 236                | Johannes Kulset (NOR)            | DNF                |
| 237                | Anders Skaarseth (NOR)           | DNF                |

| TotalEnergies TEN | TotalEnergies TEN         | TotalEnergies TEN |
| ----------------- | ------------------------- | ----------------- |
| #                 | Cyklist                   | Placering         |
| 241               | Steff Cras (BEL)          | DNF               |
| 242               | Pierre-Roger Latour (FRA) | DNF               |
| 243               | Valentin Ferron (FRA)     | DNF               |
| 244               | Fabien Grellier (FRA)     | DNF               |
| 245               | Jordan Jegat (FRA)        | 27.               |
| 246               | Alan Jousseaume (FRA)     | DNF               |
| 247               | Alexis Vuillermoz (FRA)   | DNF               |

Förklaringar
DNF = Fullföljde inte, OTL = Utanför tidsgränsen, DNS = Startade inte, DSQ = Diskvalificerad